# Kanashima Keika
Kanashima Keika (japanisch 金島 桂華, eigentlicher Vorname: Seita (政太), auch Shōta oder Masata gelesen; geb. 29. Juni 1892 in Kannabe (神辺町) in der Präfektur Hiroshima; gest. 14. September 1974) war ein japanischer Maler der Nihonga-Richtung der Taishō- und Shōwa-Zeit.

## Leben und Werk
Kanashima begann 1906 ein Studium der Malerei im Nihonga-Stil unter Nishike Keishū (西家桂州) in Osaka. Als dieser im folgenden Jahr starb, setzte er sein Studium unter Hirai Chokusui (平井 直水; 1881–?) fort. Er arbeitete eine Zeitlang als Lehrer in einer Grundschule, aber als er 1909 für sein Bild „花色焦“ einen ersten Preis auf der Ausstellung der Tasumi Gakai Gruppe (巽画会) erhielt, entschloss er sich, ein Leben als Maler zu führen. 1914 zog er nach Kyōto um und wurde dort ein Schüler Takeuchi Seihōs.
1918 gewann Kanashima einen Preis auf der 12. Bunten-Ausstellung und danach Preise 1925 auf der 6. 1927 auf der 8. und 1928 auf der 9. Teiten, für die er ab 1934 als Juror tätig war. Zur gleichen Zeit entfernte er sich von der traditionellen Nihonga-Malweise und zeigte in seinen Bildern eine neorealistische Sicht auf die Dinge. Von 1936 bis 1938 lehre Kanashima an der Schule für Kunst und Kunstgewerbe in Kyōto (京都市立美術工芸学校, Kyōto shiritsu bijutus kōgei gakkō). Er war nicht besonders erfolgreich damit auf den Shin-Bunten-Ausstellungen, war dann aber ziemlich aktiv auf den Nitten-Ausstellungen nach 1945. 1952 gewann er den Förderpreis des Kultusministers (芸術選奨文部大臣賞, Gejutsu senshō Mobun daihin shō), 1954 den Preis der Akademie der Künste, deren Mitglied er 1959 wurde.
Repräsentative Werke sind „Meiu kyūkō“ (Kraniche in der Marsch; 1927) in der Sammlung des Kaiserlichen Hofamts und „冬田“ (Fuyuta; Felder im Winter; 1953) im Besitz des Nationaltheaters.
1931 war Kanashima auf der Ausstellung japanische Malerei in Berlin zu sehen. Im Jahr 2009 gab die Japanische Post ein Blatt mit zehn 80-Yen-Briefmarken zum Thema „Pfingstrosen“ heraus, von denen 2 Doppelmarken Kanashimas Bilder zeigten.